# Hakuhō (razdoblje)
Hakuhō (japanski 白鳳時代 "hakuhō jidai") je neslužbeno razdoblje povijesti Japana mjereno po sustavu starinskog japanskog brojanja godina. Podrazdoblje je razdoblja Asuke. Zapravo je jedna praznina u razdobljima, jer je izvan tradicijskog nengōa. Trajalo je od 673. do lipnja 686. godine. za vrijeme carevanja cara Temmua, a po nengou, nakon Hakuchija.  Trajanje ovog diskretnog ne-nengō razdoblja bilo je od 673. do 686. godine.
Nakon Hakuhōa, uslijedilo je razdoblje Shuchō.
Po drugim autorima, trajalo je od 645. do 710. godine.

## Vanjske poveznice
- Kokkaijska knjižnica (Knjižnica japanskog nacionalnog parlamenta), "Japanski kalendar" -- povijesni pregled i ilustrirani prikazi iz knjižnične zbirke